# Hidrometeorološki zavod Slovenije
Hidrometeorološki zavod Slovenije je bil ustanovljen 15. aprila 1947 z Uredbo o ustanovitvi Uprave za hidrometeorološko službo pri takratni vladi LRS.
Z dnem ustanovitve so prešle k njej dotedanje hidrološke in meteorološke postaje in ustanove na ozemlju republike Slovenije, z izjemo postaj zveznega (jugoslovanskega) pomena.
Hidrometeorološki zavod Slovenije se je v letu 2001 preoblikoval v Agencijo Republike Slovenije za okolje.